# BAP Carrasco (BOP-171)
BAP Carrasco (BOP-171) je oceánografické výzkumné plavidlo peruánského námořnictva. Mezi jeho hlavní úkoly patří výzkum v peruánských vodách a v Arktidě a podpora provozu peruánské arktické základny Machu Picchu, ležící na Ostrově krále Jiřího. Dále bude sloužit k humanitárním a záchranným operacím nebo k likvidaci ropného znečištění.

## Stavba

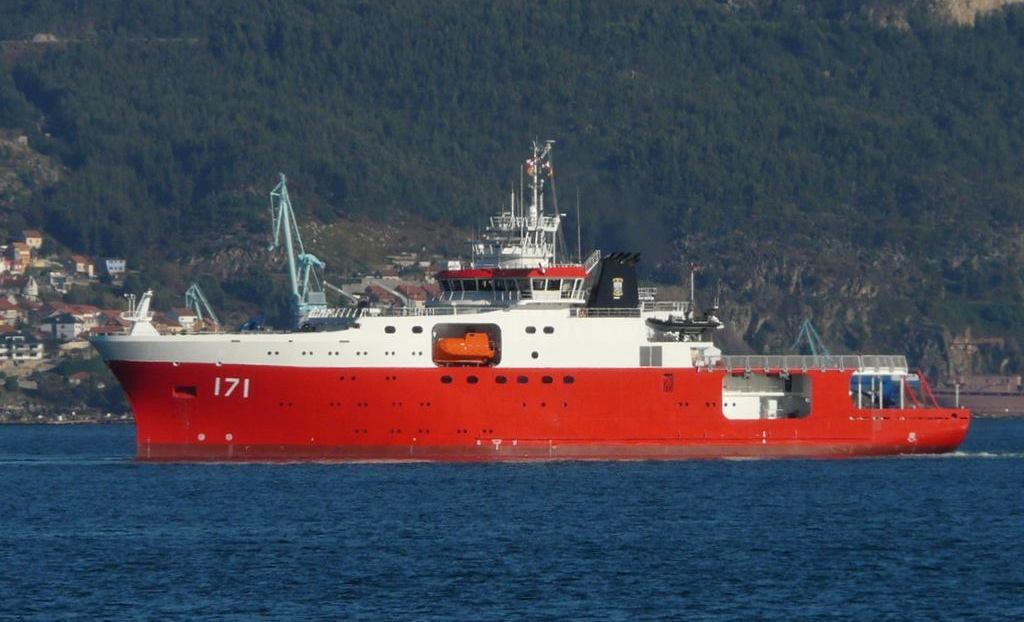
Carrasco

Soutěž na stavbu výzkumné lodě schopné operací v arktických oblastech byla vypsána roku 2014. Vítězem se stala španělská loděnice Construcciones Navales P Freire (C.N.P.) Freire ve Vigu. Plavidlo v hodnotě 90 milionů amerických dolarů bylo objednáno v prosinci 2014. Trup byl na vodu spuštěn 7. května 2016 za přítomnosti peruánského prezidenta Ollanta Humaly. Námořnictvo hotovou loď převzalo 22. března 2017. Dne 27. března 2017 vyplula z Freire, přičemž cestou do Peru navštívila přístavy Cartagena, Ciudad de Panamá, Guayaquil a Paita. Na svou budoucí základnu Callao loď připlula 3. května 2017 a téhož dne byla oficiálně přijata do služby.

## Konstrukce
Posádku plavidla bude tvořit 50 námořníků a 60 vědců. Plavidlo bude vybaveno pro provádění hydrografického, biologického, geologického, geologického, oceánologického, geofyzikálního a meteorologického výzkumu. Ponese prostředky pro odběr vzorků z mořské vody a dna. Ponese výzkumné vybavení dodané společnostmi Simrad a Kongsberg Maritime, včetně dvou dálkově ovládaných miniponorek Kongsberg Hugin. Na zádi bude přistávací plocha a hangár pro jeden vrtulník. Diesel-elektrický pohonný systém bude dodávat energii podům Rolls Royce. Nejvyšší rychlost dosáhne 16 uzlů a cestovní 12 uzlů. Vytrvalost bude 51 dní.